# 아멘호테프 2세
아멘호테프 2세(Amenhotep II)는 이집트 신왕국 제18왕조의 제7대 파라오이다. 아메노피스 2세(Amenophis II)라고도 한다.
한 때 투트모세 3세가 하트셉수트를 역사에서 지우고 그녀의 기념물들을 파괴한 것으로 여겨졌지만, 현재는 아멘호테프 2세가 한 것으로 추정된다. 아멘호테프 2세는 자신의 왕비의 이름을 공개적으로 기록하지 않았으며, 아문의 신의 아내와 같은 칭호를 폐지하고, 여성의 강력한 직함과 공적 역할과 지위들을 없앴던 것으로도 확인되었다. 이집트 학자들은 그가 여성의 직함 등으로 인해 여성들이 너무 강력해졌다고 느꼈기 때문이었을 것으로 추정한다. 그가 없앤 여성과 관련한 직함들 중 일부는 그의 아들인 투트모세 4세의 치세 동안에 회복되었다.

## 왕권 승계 과정
투트모세 3세는 말년에 이르자 아들 아멘호테프 2세가 자신처럼 섭정의 굴욕을 당하지 않고 또 후계 체제를 확고하게 세우기 위해 공동 통치를 추진한 뒤에 사망했다.

## 성경과의 연관성
아멘호테프 2세는 재위 3년차에 아시아로 1차 원정을 떠났고, 재위 9년차인 기원전 1416년에는 마지막 원정을 떠났는데 비석의 기록에 따르면 아멘호테프가 이 원정에서 101,128명의 노예들을 잡아왔다고 하지만 확실치는 않다. 학계는 아니지만 종교계에서는 아멘호테프 2세가 람세스 2세와 함께 출애굽의 파라오로 주장되곤 한다. 이 노예들 중 일부가 이집트를 탈출하여 가나안으로 도망쳤을 수도 있다고 보아 출애굽이 그의 치세 동안에 발생했을 수도 있다고 볼 수 있기도 하다.
기원전 14세기의 기록인 아마르나 문서/서신(Amarna Letters)에서는 가나안에서 반란, 전쟁 등을 일으키는 하비루(히브리; Habiru)/아피루(Apiru)를 기록하는데, 출애굽을 그의 치세로 보는 학자들은 이를 근거로 삼는다. 일반적으로 학계에서는 기원전 1200년경 무렵, 기후 변화와 사회 변화로 인해 고원 지대에서 유목 생활을 하며 도시인들에게서 곡물을 사먹던 유목민들이 도시들이 쇠락하자 곡물을 자체적으로 생산해야 해서 정착 생활로 바꾸어 정착하게 된 것이 이스라엘의 시작이었을 것으로 추정되는데, 유목민이 주류였지만, 가나안의 도시 왕국들에서 이탈한 사회 하층민 계층("하비루 Habiru / 아피루 Apiru"는 사회적 하층민을 가리키는 명칭) 역시 초기 이스라엘의 일부가 되었을 것으로 추정된다. 하지만, 하비루가 초기 이스라엘과 관련이 있다고 해서 출애굽을 그의 시기로 특정할 수는 없으며, 대부분의 학자들 역시 이를 근거로 출애굽이 아멘호테프 2세의 치세 때 있었다는 주장에 반대한다. 성경적인 관점에서 보자면, 사사기와 여호수아에서 자주 언급되듯이 이스라엘은 가나안 내에서 소수 세력으로 묘사되며, 가나안인들과 혼인하고 그들의 세력에 동화되는 것으로 묘사되고, 또, 여호수아에서는 기브온의 주민들이 이스라엘에게 투항하여 이스라엘에 흡수되는 것 역시 묘사되기에 하비루를 이러한 가나안 토착민으로 해석이 가능하다. 애초에 특정 계층(하층민, 부랑자, 도적)을 가리키는 이름이 하비루이기에 하비루가 이스라엘이었다고 말할 수는 없으며, 이들은 초기 이스라엘과 연합하거나 한데 어우러져 섞여 살던 가나안의 토착민들이었다고 보는 것이 더 적합하다. 출애굽이 아멘호테프 2세의 치세 때 일어난 사건이거나 출애굽이 역사적이라고 하기는 어렵지만, 적어도 신왕국 시대 동안 지속적으로 일어났을 것으로 추정되는 셈족 노예들의 탈출을 고려하면, 아멘호테프 2세 때 이집트에서 가나안으로 도망친 소수의 셈족 노예 집단이 후에 초기 이스라엘의 일부가 되었을 가능성은 있다고 할 수 있다.

## 참고 문헌
- ML; Bierbrier. The Tomb-builders of the pharaohs. British Museum Press:London(1989)).

- James Bakie A. History of Egypt. NY:Macmillan Company (1929) 236).

- Hayes, ‘Internal Affairs’ in Cambridge Ancient History, 2.1, 333-34).